# 埃爾恩帕爾梅 (錢吉諾拉區)

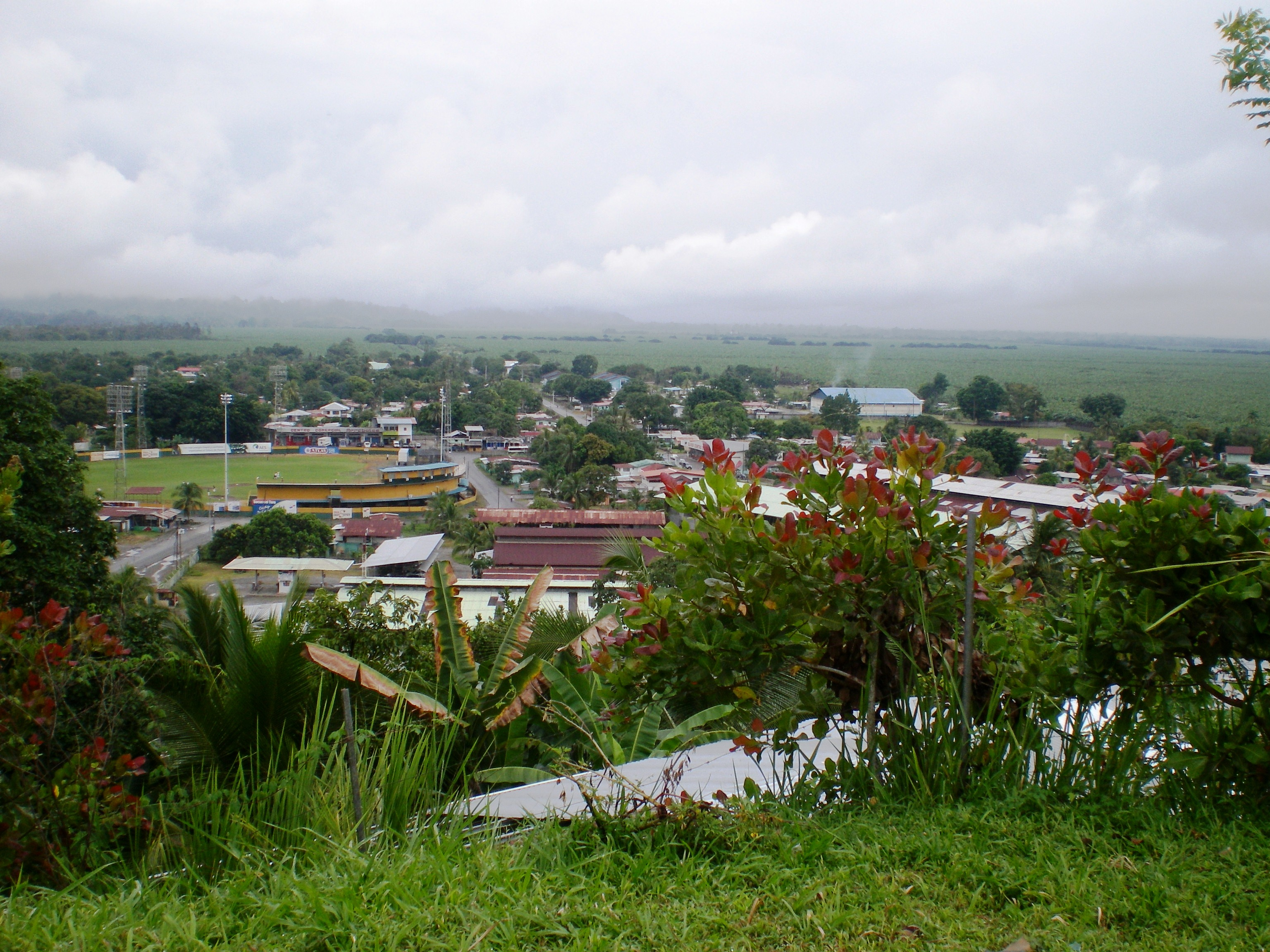
埃爾恩帕爾梅

埃爾恩帕爾梅（西班牙語：El Empalme），是巴拿馬的城鎮，位於該國西北部，由博卡斯德爾托羅省的錢吉諾拉區負責管轄，面積79.5平方公里，2010年人口18,653，人口密度每平方公里236.1人。